# Car Bomb
Car Bomb — маткор группа из Нью-Йорка, основанная в 2000 году. Их дебютный альбом, Centralia, был выпущен 6 февраля, 2007.

## Стиль
Стиль группы отличается экспериментальностью, агрессивностью и диссонирующими риффами. Как отмечает сама группа, на их творчество в большей мере повлияли такие группы как Meshuggah, The Dillinger Escape Plan, Autechre, Coalesce, The Locust, Naked City, Metallica, Pantera, Slayer, Frank Zappa, Aphex Twin, Squarepusher, Vinnie Colaiuta, Allan Holdsworth, а также всё, что играл Dave Witte из группы Burnt By The Sun.

## Дискография
- 2004 Three Song Sampler (2005)
- Centralia (2007), Relapse
- Burnt by the Sun/Car Bomb Split 7" (2007), Relapse
- w^w^^w^w  (2012), Relapse
- Meta (2016)
- Mordial (2019)

## Состав группы
- Michael Dafferner — Вокал
- Greg Kubacki — Гитара
- Jon Modell — Бас
- Elliot Hoffman — Барабаны